# Psilocerea gratiosa
Psilocerea gratiosa är en fjärilsart som beskrevs av Louis Beethoven Prout 1927. Psilocerea gratiosa ingår i släktet Psilocerea och familjen mätare. Inga underarter finns listade.